# City of Rio de Janeiro
Die City of Rio de Janeiro war ein 1878 in Dienst gestelltes Passagierschiff der US-amerikanischen Reederei Pacific Mail Steamship Company, das im pazifischen Liniendienst eingesetzt war und Passagiere, Post und Fracht von Hongkong nach San Francisco brachte.
Am 22. Februar 1901 ging die City of Rio de Janeiro in der Bucht von San Francisco unter, nachdem sie vor Fort Point in dichtem Nebel mit einem Unterwasserfelsen kollidiert war. Von den 220 Menschen an Bord überlebten nur 82. Der Untergang der City of Rio de Janeiro gilt als das bis heute schwerste Schiffsunglück in der Geschichte der San Francisco Bay Area.
Das Wrack wurde 1988 in das amerikanische Denkmalregister National Register of Historic Places aufgenommen und im November 2014 schließlich gefunden.

## Schiff
Die City of Rio de Janeiro wurde von der Werft John Roach & Son in Chester im US-Bundesstaat Pennsylvania für die US-amerikanische Schifffahrtsgesellschaft United States & Brazil Mail Steamship Company gebaut und lief am 6. März 1878 vom Stapel. Die Schiffe dieser Reederei operierten zwischen Brasilien und den Vereinigten Staaten. Das Schiff erwies sich für seinen Eigner als unprofitabel und wurde 1881 an die Pacific Mail Steamship Company verkauft. Diese 1848 in New York gegründete Reederei hatte 1867 einen transpazifischen Passagierservice eingeführt, dessen Linienverkehr von asiatischen Häfen wie Hongkong, Yokohama und Shanghai nach San Francisco führte.
Die City of Rio de Janeiro bediente die Route San Francisco–Honolulu–Yokohama–Hongkong–San Francisco. Das aus Stahl gebaute Schiff konnte in 46 Kabinen in zwei Preisklassen insgesamt 200 Passagiere unterbringen und war mit Eismaschinen, elektrischem Licht und einem Ventilationssystem zur Versorgung der Passagiere mit Frischluft ausgerüstet. Die Kabinen und Aufenthaltsräume waren mit Ahorn, Schwarznuss, Walnuss und Satinholz getäfelt und waren durch elektrische Kommunikationseinrichtungen mit der Stewards-Pantry verbunden.
Der Dampfer war jedoch nicht mit wasserdichten Türen ausgestattet. Der Einbau dieser Türen wurde erst nach dem Unglück des britischen Raddampfers Princess Alice vorgeschrieben, der sieben Monate nach der Fertigstellung der City of Rio de Janeiro auf der Themse unterging. Während des Spanisch-Amerikanischen Kriegs 1898 wurde das Schiff von der US-Regierung gepachtet, um Truppen nach Manila (Philippinen) zu bringen. Nach dem Krieg kehrte die City of Rio de Janeiro auf ihre Pazifikroute zurück.

## Untergang
Am Freitag, dem 22. Februar 1901, dampfte die City of Rio de Janeiro auf das Golden Gate am Eingang zur Bucht von San Francisco zu. Sie kam mit 136 Passagieren und 84 Besatzungsmitgliedern aus Hongkong, mit Zwischenstopp in Honolulu auf Hawaii und sollte nach einer weiteren Pazifiküberquerung in ihren Heimathafen San Francisco am Meiggs’ Wharf einlaufen. Das Schiff befand sich nur noch fünf Meilen vom Ziel entfernt. Das Kommando hatte Kapitän William Charles Ward. Auch ein Lotse, Frederick W. Jordan, war an Bord. Dieser war seit Jahren in dem Gebiet tätig.
Zu den Passagieren auf dieser Fahrt zählten unter anderem Rounsevelle Wildman, US-amerikanischer Generalkonsul in Hongkong und Sonderkommissar der amerikanischen Straits-Settlements-Kolonien (mit Ehefrau Letitia Aldrich Wildman und zwei Kindern); Louis MacFarland, Londoner Künstler, Designer und Investor, Mitbegründer der Alameda County Home Investment Company und Präsident der Fidelity Mortgage and Securities Company; Alfred Hart, Diamantenhändler aus Salt Lake City und Manila sowie William Bander, Börsenmakler, Angehöriger des London Stock Exchange.
Zwischen Mile Rock und Bakers Beach geriet das Schiff in den frühen Morgenstunden des 22. Februar in dichten Nebel und die Offiziere auf der Kommandobrücke hatten nur begrenzte Sicht. Das Nebelhorn ertönte in regelmäßigen Abständen. Vor Fort Point, an der Südseite des Golden Gate, rammte die City of Rio de Janeiro um 05.21 Uhr morgens völlig unerwartet bei einer Geschwindigkeit von sieben Knoten ein Unterwasserriff. Die Felsen rissen den Schiffsrumpf auf fast der gesamten Länge auf. Passagiere wurden aus ihren Betten gegen die Wände geschleudert; Stewards wurden durch Korridore geworfen und Möbel, Glas und Gepäck setzten sich in Bewegung.
Kapitän Ward wollte eine Panik vermeiden und zeigte sich gegenüber Passagieren und Besatzung ruhig und diszipliniert. Zudem schickte er Stewards in die unteren Decks, um Passagiere zu wecken und auf das Bootsdeck zu geleiten. Die Evakuierung erwies sich als sehr schwierig, nur drei der elf vorhandenen Boote konnten zu Wasser gelassen werden. Zwei davon liefen voll Wasser und kenterten. Ein vollbesetztes Boot hing noch in den Davits, als das Schiff sank und riss seine Insassen mit sich. Das Herablassen der Rettungsboote wurde dadurch erschwert, dass viele der Crewmitglieder Chinesen waren und die Befehle der amerikanischen Offiziere nicht verstanden. Es wurde um Schwimmwesten und Plätze in den Rettungsbooten gekämpft. Nach wenigen Minuten gingen auf dem Schiff die Lichter aus, da die Generatoren versagten. Nur noch die Taschenlampen der Offiziere und Seeleute erhellten die Szenerie.
Das hereinbrechende Seewasser flutete in kürzester Zeit den Maschinenraum und die Laderäume, sodass die City of Rio de Janeiro nur acht Minuten nach der Kollision nach Steuerbord kenterte und unterging. Viele der im Wasser treibenden Menschen wurden vom Sog des Schiffes ergriffen und unter Wasser gezogen. Nachdem das Schiff unter der Wasseroberfläche verschwunden war, explodierten die Kessel, wodurch zahlreiche Trümmer an die Oberfläche geschleudert wurden. Das Schiff war nahe dem Ufer untergegangen, aber wegen des dichten Nebels schwammen viele Passagiere in die falsche Richtung und ertranken.
Die Katastrophe spielte sich in einem derart kurzen Zeitraum ab, dass den Diensthabenden der Fort Point-Rettungsstation, die sich in unmittelbarer Nähe befand, zunächst nichts auffiel. Erst als zwei Stunden später ein Rettungsboot aus der Nebelbank auftauchte, wurde bekannt, dass es ein Unglück gegeben hatte. Es wurden sofort Rettungsschiffe des United States Life-Saving Service losgeschickt, die jedoch nur noch 82 Überlebende fanden, die sich an Wrackteilen festhielten, es waren 69 Passagiere und 13 Besatzungsmitglieder. 128 Menschen waren ums Leben gekommen. Auch Kapitän Ward hatte nicht überlebt. Er hatte erst kurz zuvor geäußert, dass er, wenn er in eine derartige Situation geraten würde, mit seinem Schiff unterginge. Der Untergang der City of Rio de Janeiro ist das bis heute schwerste Schiffsunglück in der San Francisco Bay Area.

## Nachspiel
Direkt nach dem Untergang beauftragte die Pacific Mail Steamship Company Taucher mit dem Auffinden des Schiffes. Das Wasser in jenem Gebiet war jedoch zu tief und die Taucherausrüstungen zu jener Zeit waren für einen solchen Versuch nicht ausreichend. Die Aktion blieb erfolglos.
In den Jahren nach dem Untergang kam es zu Gerüchten, dass die City of Rio de Janeiro Gold und Silber im Wert von elf Millionen US-Dollar an Bord gehabt hatte. Auf der Frachtliste sind derartige Edelmetalle allerdings nicht verzeichnet. Zur Ladung hatten lediglich 2.423 je 49 Kilogramm schwere Zinnplatten gehört, für die hinterher eine Schadensersatzsumme von etwa 900.000 US-Dollar (nach heutigem Geldwert) gezahlt wurde.
1931 behauptete ein Captain Charles H. Haskell, das Wrack mittels eines von ihm entworfenen bemannten U-Bootes lokalisiert zu haben. Er gab eine Pressekonferenz, bei der er die Bergungsrechte für sich beanspruchte und bekannt gab, Gold, Silber und Juwelen bergen zu wollen. Er verschwand jedoch spurlos im Juli desselben Jahres.
Aufgrund der starken Strömungen vor Baker Beach und der Tiefe des Wassers konnte das Wrack der City of Rio de Janeiro trotz wiederholter Suchaktionen erst im Jahre 2014 unweit der Golden Gate Bridge in 87 Metern Wassertiefe auf Position 37° 48′ 51,8″ N, 122° 29′ 17,6″ W lokalisiert werden.
Zuvor wurde unter anderem auch angenommen, dass die Strömungen den Dampfer, während er sank, weiter ins offene Meer getrieben habe. Andere gingen davon aus, dass er wegen der hohen Anzahl an Schiffswracks in der Bay Area nie einwandfrei zugeordnet werden kann.
Noch Jahre nach dem Untergang wurden Leichen und Trümmer an die kalifornische Küste geschwemmt. 1903 wurde in der Nähe von Fort Point der Leichnam von Kapitän Ward gefunden, der nur noch anhand seiner Uhr identifiziert werden konnte. 1917 wurde vor Point Lobos südlich von Monterey ein hölzernes Keg-Fass an Land gespült, auf dem noch die Worte „Rio de Janeiro“ sichtbar waren. Zwei Jahre später wurden am Strand von Suisun Bay noch mehr Wrackteile geborgen. Diese Gegend befindet sich 64 Kilometer vom Ort des Untergangs entfernt.
1988 wurde das Wrack der City of Rio de Janeiro in das National Register of Historic Places (Registrierungsnummer 88002394) aufgenommen.